# Chehalis inférieur
Pour les articles homonymes, voir Chehalis.
Le chehalis inférieur (łəw̓ál̕məš en chehalis inférieur) est une langue amérindienne de la famille des langues salish parlée dans le sud de la péninsule Olympique, dans l’État de Washington aux États-Unis.